# Imanol Agirre
Imanol Aguirre (Bilbao, 31 de diciembre de 1913 - 15 de agosto de 1983), también conocido como Manuel Aguirre, fue un lingüista, lexicógrafo y epigrafista autodidacto, miembro de la diletante Sociedad Epigráfica de los Estados Unidos presidida por el zoólogo y controvertido epigrafista Barry Fell (1917-1994), con el cual había entrado en contacto por medio del bonaerense Augusto Aboitiz Baroja.
Desde muy temprana edad sintió vocación por la literatura, ya que escribió sus primeros ensayos cuando apenas contaba con dos lustros. A los dieciocho años había aprendido francés, inglés, castellano, alemán, ruso y árabe, conocimientos que más tarde extendió al chino y otros idiomas.
Su novela "Sinfonía incompleta" vio la luz en San Sebastián en 1936 y fue reeditada en Barcelona poco después de terminada la Guerra Civil. También publicó durante esa época un buen número de trabajos (incluyendo poesías, cuentos, novelas cortas y trabajos lingüísticos e históricos) en diversas publicaciones periódicas. 
Tras la Segunda Guerra Mundial, en la que también tomó parte, centró sus estudios preferentemente en la lingüística. Viajó por muchos países y adquirió en todos ellos gramáticas, diccionarios y monografías diversas de su especialidad, formando así en el transcurso de medio siglo una completa biblioteca lingüística con libros en centenares de idiomas.
En 1961 publicó en Madrid "La escritura en el mundo: Iniciación al estudio de las lenguas literarias", reeditada en 1973. Era la obra más completa publicada hasta la fecha sobre el origen, evolución y expansión en el mundo de la escritura.
Con un propósito fundamentalmente didáctico daba noticia de la escritura cuneiforme, los jeroglíficos egipcios, la escritura cretense, el silabario chipriota, los jeroglíficos hititas, las escrituras ibéricas, la escritura protoindia, los caracteres chinos, el japonés, las escrituras originales americanas, el lolo, el miaotse, la transición del silabario al alfabeto, el hebreo, las escrituras bereberes, el arameo, el palmireño, el nabateo, el siríaco, el árabe, la escrituras iranias, el afgano, el urdu, el malayo, el armenio, el georgiano, el devánagari, el hindi, el marathi, el guyaratí, el bengalí, el tamil, el malayalam, el cingalés, el camboyano, el tai, el mon, el birmano, el tibetano, el sudarábigo, el amárico, el griego, las escrituras asiánicas, el copto, el gótico, el glagolítico y cirílico, el ruso, el búlgaro, el ucranio y bielorruso, el serbio y croata, las escrituras caucásicas, los alfabetos turcos, las escrituras de las lenguas urálicas, las escrituras tunguses, las escrituras uigures y mongoles, las escrituras paleosiberianas y esquimales, los alfabetos itálicos, el alfabeto latino, los runas, el español, el italiano, el portugués, el francés, el catalán, el rumano, el euskera, el inglés, el alemán, el antiguo escandinavo, el islandés, el danés, el noruego, el sueco, el holandés, el irlandés, el galés, el lituano, el letón, el polaco, el checo y eslovaco, otras lenguas eslavas de escritura latina, el albanés, el turco, el húngaro, el estonio, el finés, las escrituras de las lenguas níger-congo, el fang, el yoruba, el annobonense, el kombe, el suajili, el afrikáans, las escrituras modernas de los indígenas de América, el anamita, el malgache, las escrituras de Oceanía, las inscripciones orjono-yeniseianas, el coreano, el esperanto, la taquigrafía, las escrituras y alfabetos especiales, así como los números.
En 1980 publicó en Bilbao "Vínculos de la lengua vasca con las lenguas de todo el mundo". En esa obra trató de demostrar que el euskera no es una lengua "isla", sino que, por el contrario, está emparentada con todas las lenguas conocidas; que se trata de un idioma proto-mundo cuyo origen se remonta al paleolítico y que todas las demás lenguas, vivas o muertas, conservan algunos de sus elementos estructurales y léxicos. Ello implicaría el origen común o monogénesis del lenguaje. Sin embargo, las hipótesis de Agirre respecto a la primogenitura del vascuence o euskera no tienen crédito alguno entre los lingüistas y vascólogos actuales. El impulso para crear esta obra, de todos modos, se encuentra en el estudio que Agirre hizo de las lenguas paleoasiáticas del Golfo de Yeniséi en Rusia. Agirre se sorprendió al encontrar coincidencias morfológicas entre las lenguas yeniseianas (o ket) y el vascuence. A partir de ahí trató de describir elementos comunes, tales como correspondencias fonéticas y léxicas, al euskera y otras lenguas. El voluminoso libro se completaba con una historia del euskera y los vascos a través de las edades hasta el siglo XX.
Una obra de todavía mayor envergadura, el "Diccionario etimológico de la lengua vasca y de las lenguas de todo el mundo", en el que Agirre compara los elementos estructurales y léxicos vascos con otros cientos de idiomas, permanece aún inédito al morir cuando apenas había comenzado su elaboración. Los idiomas estudiados en esa obra incluyen a las lenguas paleosiberianas, las tunguses, las mongoles, las túrquicas, las urálicas, las drávidas, las sino-tibetanas, las caucásicas, las afroasiáticas, las malayo-polinesias, las níger-congo, las amerindias, las indoeuropeas (grupos anatolio, indo-iranio, griego, itálico, balcánico-armenio, eslavo, báltico, germánico, romance y celta), así como a las lenguas aisladas. 
La revista de la Sociedad Epigráfica de los Estados Unidos, con la que Agirre mantenía una estrecha colaboración, se hizo eco de su muerte en 1983, concretamente, en el segundo número del volumen 11.